# Вина (Вргораць)
Вина (хорв. Vina) — населений пункт у Хорватії, у Сплітсько-Далматинській жупанії у складі міста Вргораць.

## Населення
Населення за даними перепису 2011 року становило 134 осіб.
Динаміка чисельності населення поселення:

## Клімат
Середня річна температура становить 15,24 °C, середня максимальна – 29,27 °C, а середня мінімальна – 1,20 °C. Середня річна кількість опадів – 945 мм.
| Клімат поселення                              | Клімат поселення | Клімат поселення | Клімат поселення | Клімат поселення | Клімат поселення | Клімат поселення | Клімат поселення | Клімат поселення | Клімат поселення | Клімат поселення | Клімат поселення | Клімат поселення | Клімат поселення |
| Показник                                      | Січ.             | Лют.             | Бер.             | Квіт.            | Трав.            | Черв.            | Лип.             | Серп.            | Вер.             | Жовт.            | Лист.            | Груд.            |                  |
| Середній максимум, °C                         | 9,94             | 10,96            | 14,51            | 18,40            | 23,76            | 27,50            | 29,27            | 29,01            | 23,74            | 18,81            | 13,52            | 9,96             |                  |
| Середня температура, °C                       | 5,57             | 6,58             | 10,15            | 14,03            | 19,40            | 23,14            | 25,89            | 25,64            | 20,36            | 15,44            | 10,15            | 6,59             |                  |
| Середній мінімум, °C                          | 1,20             | 2,22             | 5,78             | 9,65             | 15,03            | 18,77            | 22,52            | 22,26            | 16,98            | 12,07            | 6,78             | 3,22             |                  |
| Норма опадів, мм                              | 90               | 80               | 82               | 81               | 64               | 54               | 39               | 53               | 75               | 103              | 119              | 105              |                  |
| Середньомісячна швидкість вітру, м/с          | 2.68             | 3.06             | 3.25             | 2.92             | 2.59             | 2.41             | 2.45             | 2.23             | 2.41             | 2.44             | 2.97             | 3.08             |                  |
| Середньомісячна сонячна радіація, кДж/м²·день | 5663             | 8281             | 12006            | 16360            | 20059            | 23022            | 24732            | 21972            | 16267            | 10613            | 6136             | 4743             |                  |
| --------------------------------------------- | ---------------- | ---------------- | ---------------- | ---------------- | ---------------- | ---------------- | ---------------- | ---------------- | ---------------- | ---------------- | ---------------- | ---------------- | ---------------- |
| Джерело:                                      |                  |                  |                  |                  |                  |                  |                  |                  |                  |                  |                  |                  |                  |